# مقاطعة غذار
مقاطعة غذار هي مقاطعة في ولاية قشقداريا في أوزبكستان، ومركزها مدينة غذار.